# Inagaki Sho
Inagaki Sho (稲垣 祥 Inagaki Shō, sinh ngày 25 tháng 12 năm 1991 ở Nerima, Tokyo) là một cầu thủ bóng đá người Nhật Bản thi đấu cho Sanfrecce Hiroshima.

## Thống kê câu lạc bộ
Cập nhật đến ngày 23 tháng 2 năm 2018.
| Thành tích câu lạc bộ | Thành tích câu lạc bộ | Thành tích câu lạc bộ | Giải vô địch | Giải vô địch | Cúp                   | Cúp                   | Cúp Liên đoàn | Cúp Liên đoàn | Tổng cộng | Tổng cộng |
| Mùa giải              | Câu lạc bộ            | Giải vô địch          | Số trận      | Bàn thắng    | Số trận               | Bàn thắng             | Số trận       | Bàn thắng     | Số trận   | Bàn thắng |
| Nhật Bản              | Nhật Bản              | Nhật Bản              | Giải vô địch | Giải vô địch | Cúp Hoàng đế Nhật Bản | Cúp Hoàng đế Nhật Bản | Cúp Liên đoàn | Cúp Liên đoàn | Tổng cộng | Tổng cộng |
| --------------------- | --------------------- | --------------------- | ------------ | ------------ | --------------------- | --------------------- | ------------- | ------------- | --------- | --------- |
| 2014                  | Ventforet Kofu        | J1 League             | 19           | 0            | 3                     | 1                     | 5             | 0             | 27        | 1         |
| 2015                  | Ventforet Kofu        | J1 League             | 29           | 1            | 2                     | 0                     | 5             | 0             | 36        | 1         |
| 2016                  | Ventforet Kofu        | J1 League             | 33           | 5            | 0                     | 0                     | 6             | 0             | 39        | 5         |
| 2017                  | Sanfrecce Hiroshima   | J1 League             | 14           | 2            | 3                     | 0                     | 6             | 0             | 23        | 2         |
| Tổng cộng sự nghiệp   | Tổng cộng sự nghiệp   | Tổng cộng sự nghiệp   | 95           | 8            | 8                     | 1                     | 22            | 0             | 125       | 9         |